# Slavko Koletić
Slavko Koletić zvani Kojac (Petrinja, 3. srpnja 1950. – 10. kolovoza 2010.) je bivši hrvatski hrvač grčko-rimskim načinom koji je predstavljao bivšu državu Jugoslaviju. Bio je visine 168 cm i 62 kg.
Rođen je u Petrinji. Hrvanjem se Kojac počeo baviti 1965. godine u tadašnjem HK Radnik, a bio je član momčadi HK Gavrilović koja je 1970. i 1972. osvojila naslov prvaka Jugoslavije. Višestruki je pojedinačni prvak Jugoslavije.
Godine 1970. na svjetskom prvenstvu u kanadskom Edmontonu okitio se srebrnim odličjem, 1972. na Olimpijskim igrama u Münchenu bio je četvrti te treći na Mediteranskim igrama u Izmiru, u Turskoj. Nakon Domovinskog rata hrvanjem je nastavio i kao veteran te je na SP-a u Bugarskoj i Mađarskoj osvojio brončano i srebrno odličje. 
Radio je od 1996. kao trener dječaka i kadeta u HK Gavriloviću.

## Vanjske poveznice
- Povijest hrvanja u Hrvatskoj, Hrvatski hrvački savez